# Sangalopsis titan
Sangalopsis titan là một loài bướm đêm trong họ Geometridae.